# Liste der Monuments historiques in Cléguérec
Die Liste der Monuments historiques in Cléguérec führt die Monuments historiques in der französischen Gemeinde Cléguérec auf.

## Liste der Bauwerke
| Bezeichnung                     | Beschreibung | Standort            | Kennzeichnung | Schutzstatus | Datum | Bild           |
| ------------------------------- | ------------ | ------------------- | ------------- | ------------ | ----- | -------------- |
| Kapelle St-André                |              | Langlo (Lage)       | PA00091158    | Inscrit      | 1977  |                |
| Chapelle de la Trinité          | Kapelle      | La Trinité (Lage)   | PA00091159    | Inscrit      | 1973  | weitere Bilder |
| Allée couverte von Bod er Mohet |              | Bot-er-Mohed (Lage) | PA00091160    | Inscrit      | 1984  |                |

## Liste der Objekte
- Monuments historiques (Objekte) in Cléguérec in der Base Palissy des französischen Kultusministeriums